# 布萊里奧冰川
64°25′S 61°10′W / 64.417°S 61.167°W

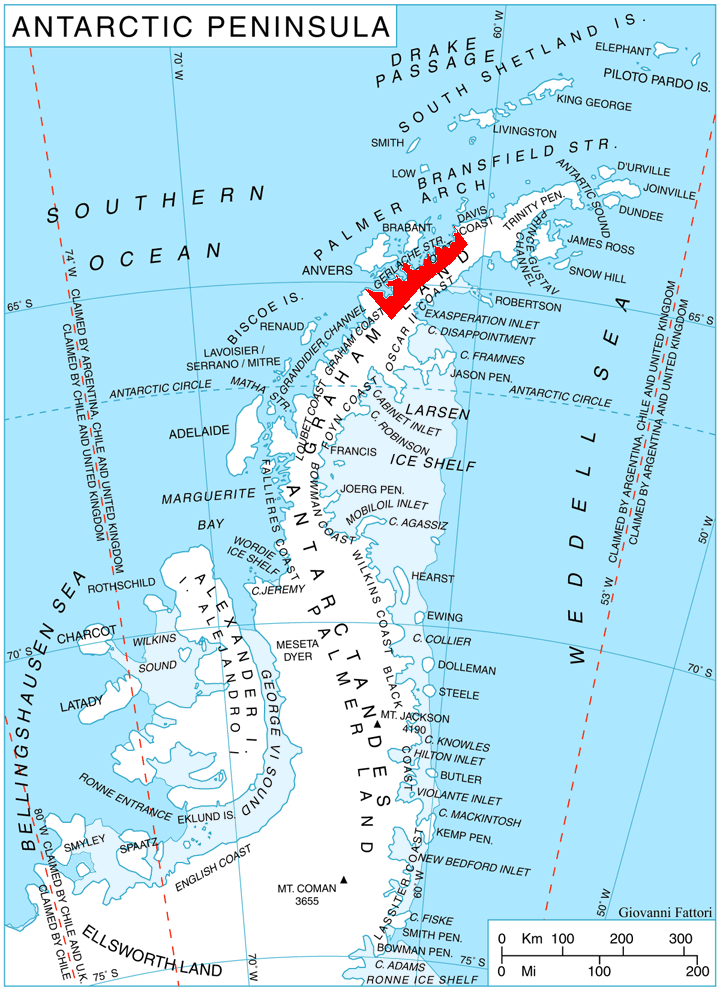

布萊里奧冰川是南極洲的冰川，位於葛拉漢地，該冰川由英國探險隊拍攝照片並繪入地圖，以在1909年7月飛越英倫海峽的法國飛行人員命名。

## 外部連結
- SCAR Composite Gazetteer of Antarctica（页面存档备份，存于）.